# Episodi di Scooby-Doo and Guess Who? (prima stagione)
La prima stagione della serie animata Scooby-Doo and Guess Who? viene pubblicata negli Stati Uniti d'America dal 27 giugno 2019 sul servizio di streaming di Boomerang e in televisione sul canale Cartoon Network due settimane dopo.
In Italia la serie viene trasmessa in anteprima il 13 settembre 2019 sul canale satellitare Boomerang in concomitanza con il 50º anniversario della prima messa in onda del franchise negli USA.
| Nº USA | Nº Ita | Titolo originale                               | Titolo italiano                       | Prima TV originale | Prima TV Italia   |
| ------ | ------ | ---------------------------------------------- | ------------------------------------- | ------------------ | ----------------- |
| 1      | 4      | Revenge of the Swamp Monster!                  | La vendetta del mostro della palude   | 27 giugno 2019     | 17 settembre 2019 |
| 2      | 3      | A Mystery Solving Gang Divided                 | La squadra del fantasma bizzarro      | 2 luglio 2019      | 17 settembre 2019 |
| 3      | 5      | Peebles' Pet Shop of Terrible Terrors!         | I terribili animali di Peebles        | 11 luglio 2019     | 18 settembre 2019 |
| 4      | 2      | Elementary, My Dear Shaggy                     | Elementare, Shaggy                    | 18 luglio 2019     | 13 settembre 2019 |
| 5      | 7      | Ollie Ollie In-Come Free!                      | La statuetta egizia                   | 25 luglio 2019     | 19 settembre 2019 |
| 6      | 6      | The Scooby of a Thousand Faces!                | Viaggio in Grecia                     | 1 agosto 2019      | 18 settembre 2019 |
| 7      | 8      | The Cursed Cabinet of Professor Madds Markson! | I due illusionisti                    | 8 agosto 2019      | 19 settembre 2019 |
| 8      | 10     | When Urkel-Bots Go Bad!                        | L'Urkel-Bot                           | 15 agosto 2019     | 20 settembre 2019 |
| 9      | 11     | The Fastest Fast Food Fiend!                   | Il fantasma del fast food             | 22 agosto 2019     | 23 settembre 2019 |
| 10     | 9      | Attack of the Weird Al-Losaurus!               | A scuola di fisarmonica               | 29 agosto 2019     | 20 settembre 2019 |
| 11     | 13     | Now You Sia, Now You Don't!                    | La So-Sia                             | 5 settembre 2019   | 23 settembre 2019 |
| 12     | 15     | Quit Clowning!                                 | Pazzo il Clown                        | 12 settembre 2019  | 2 marzo 2020      |
| 13     | 1      | What a Night for the Dark Knight!              | Che notte per il Cavaliere Oscuro     | 19 settembre 2019  | 13 settembre 2019 |
| 14     | 14     | The Nightmare Ghost of Psychic U!              | La sensitiva                          | 2 luglio 2020      | 24 settembre 2019 |
| 15     | 19     | The New York Underground!                      | Il tesoro sotterraneo                 | 2 luglio 2020      | 6 marzo 2020      |
| 16     | 16     | The Sword, the Fox, and the Scooby-Doo!        | La spada, la volpe e Scooby-Doo       | 2 luglio 2020      | 3 marzo 2020      |
| 17     | 17     | One Minute Mysteries!                          | Misteri da un minuto                  | 2 luglio 2020      | 4 marzo 2020      |
| 18     | 18     | Hollywood Knights!                             | La villa stregata                     | 2 luglio 2020      | 5 marzo 2020      |
| 19     | 20     | Fear of the Fire Beast!                        | Il mostro di lava                     | 2 luglio 2020      | 9 marzo 2020      |
| 20     | 21     | Too Many Dummies!                              | Troppi pupazzi                        | 2 luglio 2020      | 10 marzo 2020     |
| 21     | 22     | Dance Matron of Mayhem!                        | Madame Caos                           | 2 luglio 2020      | 11 marzo 2020     |
| 22     | 23     | The Wedding Witch of Wainsly Hall!             | La strega delle nozze di Wainsly Hall | 2 luglio 2020      | 12 marzo 2020     |
| 23     | 24     | A Run Cycle Through Time!                      | Una corsa attraverso il tempo         | 2 luglio 2020      | 13 marzo 2020     |
| 24     | 25     | I Put a Hex on You!                            | La chitarra maledetta                 | 2 luglio 2020      | 16 marzo 2020     |
| 25     | 26     | The High School Wolfman's Musical Lament!      | Un lupo mannaro al ballo              | 2 luglio 2020      | 17 marzo 2020     |
| 26     | 12     | Space Station Scooby!                          | Stazione spaziale Scooby              | 2 luglio 2020      | 4 marzo 2020      |

## La vendetta del mostro della palude
L'amico di Shaggy, Chris Paul chiede aiuto alla gang per vincere un torneo di golf per salvare una scuola in Florida. La gara è stata interrotta da un mostro della palude e la squadra deve indagare. 
- Guest Star: Chris Paul
- Mostro: Mostro della palude

## La squadra del fantasma bizzarro
La gang indaga sull'avvistamento di fantasmi zombie in un campo di battaglia in Pennsylvania. Al loro arrivo troveranno la squadra del fantasma bizzarro che ha già iniziato ad indagare. Le due gang risolvi-misteri dovranno superare le loro rivalità per risolvere il mistero, aiutati dall'apparizione del fantasma di Abraham Lincoln.
- Guest Star: il fantasma di Abraham Lincoln; la squadra del fantasma bizzarro
- Mostro: fantasmi zombie dei soldati della guerra civile americana

## I terribili animali di Peebles
Scooby convince la gang a fermarsi ad un negozio di animali per comprare del cibo. Purtroppo scopriranno dalla comica Wanda Sykes che il proprietario Mr. Peebles è stato rapito da un mostro marino, schiuso da un uovo.
- Guest Star: Wanda Sykes
- Mostro: mostro marino

## Elementare, Shaggy
Mentre si trova a Londra a caccia di misteri, la banda si imbatte in dei teschi volanti spettrali e finisce in prigione per errore. Sarà Sherlock Holmes a pagare la cauzione e ad aiutare la gang a risolvere il caso.
- Guest Star: Sherlock Holmes
- Mostro: teschi volanti di Londra

## La statuetta egizia
Il comico Ricky Gervais invita la gang nel suo appartamento per aiutarlo a smascherare la mummia che lo sta tormentando.
- Guest Star: Ricky Gervais
- Mostro: mummia di Bast

## Viaggio in Grecia
La gang si trova ad un museo ad Atene quando viene attaccata da un minotauro. Resteranno sorpresi a sapere che anche la mitica Wonder Woman è a caccia del minotauro e insegnerà alcune mosse alle ragazze della gang per catturarlo.
- Guest Star: Wonder Woman
- Mostro: minotauro

## I due illusionisti
La gang viene invitata a sopravvivere una notte in un palazzo infestato di Las Vegas per vincere un milione di dollari. Anche i maghi Penn & Teller accettano l'invito per vedere un fantasma dal vivo. 
- Guest Star: Penn & Teller
- Mostro: coniglio mannaro; fantasma del professor Madds Markson

## L'Urkel-Bot
Mentre si trova a Chicago, la gang viene inseguita da un robot che si scopre essere una creazione dell'asfissiante Steve Urkel di cui il ragazzo ha perso il controllo.
- Guest Star: Steve Urkel
- Mostro: Urkel-Bot

## Il fantasma del fast food
Shaggy e Scooby partecipano ad una gara di cibo contro il comico Jim Gaffigan. Scopriranno però che un mostro sta facendo fuori i concorrenti uno ad uno.
- Guest Star: Jim Gaffigan
- Mostro: goblin corridore

## A scuola di fisarmonica
Quando arriva al campo di fisarmonica di "Weird Al" Yankovic, la gang scopre che un dinosauro sta rovinando l'esperienza dei campeggiatori.
- Guest Star: "Weird Al" Yankovic
- Mostro: dinosauro

## La So-Sia
Daphne viene invitata dalla sua amica Sia a risolvere il mistero della sua doppelgänger che sta rubando gioielli facendo sfigurare l'immagine della cantante.
- Guest Star: Sia
- Mostro: Doppelgänger di Sia

## Pazzo il Clown
Il comico Kenan Thompson vuole salvare una stazione televisiva tramite un telethon. Chiederà aiuto alla gang dopo aver saputo che il suo clown preferito d'infanzia sta impedendo il telethon.
- Guest Star: Kenan Thompson
- Mostro: Pazzo il Clown

## Che notte per il Cavaliere Oscuro
La gang si dirige verso Villa Wayne per fare visita allo zio di Daphne, Alfie, ovvero Alfred Pennyworth. Al loro arrivo scoprono che Alfie è scomparso e scoprono che Batman sta già indagando sul caso e non si fida dei ragazzi.
- Guest Star: Batman
- Mostro: Man-Bat
- Nota: Il titolo dell'episodio richiama il titolo del primo episodio del franchise Che notte per un cavaliere dalla serie Scooby-Doo! Dove sei tu?.

## La sensitiva
La gang si ferma durante una tempesta di neve ad una scuola per sensitivi. Al loro arrivo troveranno l'attrice Whoopi Goldberg che rivela alla gang che durante i suoi studi ha risvegliato uno spettro dall'aldilà.
- Guest Star: Whoopi Goldberg
- Mostro: lo spettro da incubo

## Il tesoro sotterraneo
Scooby iscrive Shaggy ad una gara di slam poetry e si trova a gareggiare contro la cantante Halsey. Purtroppo un mostro alligatore spunta dal nulla per rubare il premio della gara.
- Guest Star: Halsey
- Mostro: mostro alligatore

## La spada, la volpe e Scooby-Doo
Mentre si trova in Giappone, la gang s'imbatte in Mark Hamill, il quale chiede aiuto alla gang per risolvere il mistero di un mostro volpe che sta causando il caos alla reunion del suo vecchio liceo.
- Guest Star: Mark Hamill
- Mostro: volpe mostro

## Misteri da un minuto
Barry Allen vorrebbe spendere più tempo con Shaggy e Scooby ma la gang continua ad incappare in misteri, richiedendo il loro aiuto. Così, vestendo i panni di Flash prova ad accelerare i tempi di risoluzione dei casi, cercando di aiutare la gang.
- Guest Star: Flash
- Mostro: mostro orsacchiotto

## La villa stregata
George Takei vorrebbe vendere una vecchia villa ma uno spettro continua a possedere le armature della casa, spaventando via i turisti. La gang si trova ad indagare!
- Guest Star: George Takei
- Mostro: armatura stregata

## Il mostro di lava
La gang si trova in Sicilia per indagare su un mostro di lava che sta terrorizzando gli abitanti di Menfi. Mentre sono sulle tracce del mostro incappano in Steve Buscemi, il quale è lì per incontrare la sua famiglia italiana.
- Guest Star: Steve Buscemi
- Mostro: mostro di lava

## Troppi pupazzi
La gara si ritrova ad una gara di marionette della quale Jeff Dunham e Darci Lynne Farmer sono i giudici. Una marionetta maledetta, però, minaccia di portare a termina la competizione.
- Guest Star: Jeff Dunham e Darci Lynne Farmer
- Mostro: marionetta maledetta

## Madame Caos
La ballerina Maddie Ziegler vince una scuola di danza da ristrutturare prima dell'apertura. Purtroppo il fantasma della famosa danzatrice Madame Zobrinsky la maledice perché non pensa sia all'altezza. Shaggy e Scooby si offrono di aiutare la ragazza a cancellare la maledizione.
- Guest Star: Maddie Ziegler
- Mostro: fantasma di Madame Zobrinsky

## La strega delle nozze di Wainsly Hall
Il comico Jeff Foxworthy chiede aiuto alla gang per disinfestare la villa che vorrebbe rilocare dal fantasma di una sposa. 
- Guest Star: Jeff Foxworthy
- Mostro: sposa fantasma

## Una corsa attraverso il tempo
Mentre si trova nel deserto, la gang si imbatte nell'attore Malcolm McDowell che li porta nel suo bunker segreto nel quale pretende di aver inventato una macchina del tempo.
- Guest Star: Malcolm McDowell
- Mostro: mostro interdimensionale

## La chitarra maledetta
Daphne viene invitata come make-up artist per preparare le Hex Girls al loro concerto. Scopriranno da loro che un fan le ha mandato una chitarra che, durante il concerto, fa impazzire Thorn e Luna. La gang dovrà impedire che il fantasma di una famosa chitarrista cancelli il tour.
- Guest Star: Hex Girls
- Mostro: fantasma di Esther Moonkiller

## Un lupo mannaro al ballo
Mentre si trova a Broadway, la gang viene inseguita da un lupo mannaro. Christian Slater li salva dal mostro e da lui scopriranno che il lupo sta intralciando il revival del ballo del suo liceo. 
- Guest Star: Christian Slater
- Mostro: lupo mannaro

## Stazione spaziale Scooby
Velma riesce a vincere un viaggio su una stazione spaziale con lo scienziato Bill Nye. Al loro arrivo scopriranno da Neil deGrasse Tyson che un mostro tardigrado ha rapito due scienziati e sta causando scompiglio.
- Guest Star: Bill Nye e Neil deGrasse Tyson
- Mostro: mostro tardigrado